# Oroya borchersii
Oroya borchersii es una especie de planta fanerógama de la familia Cactaceae.

## Distribución y hábitat
Oroya borchersii es endémica de la región de Áncash en Perú, donde crece a una altitud de 3900 a 4300 m de altitud, en zonas dispersas en la cuenca del río Santa.

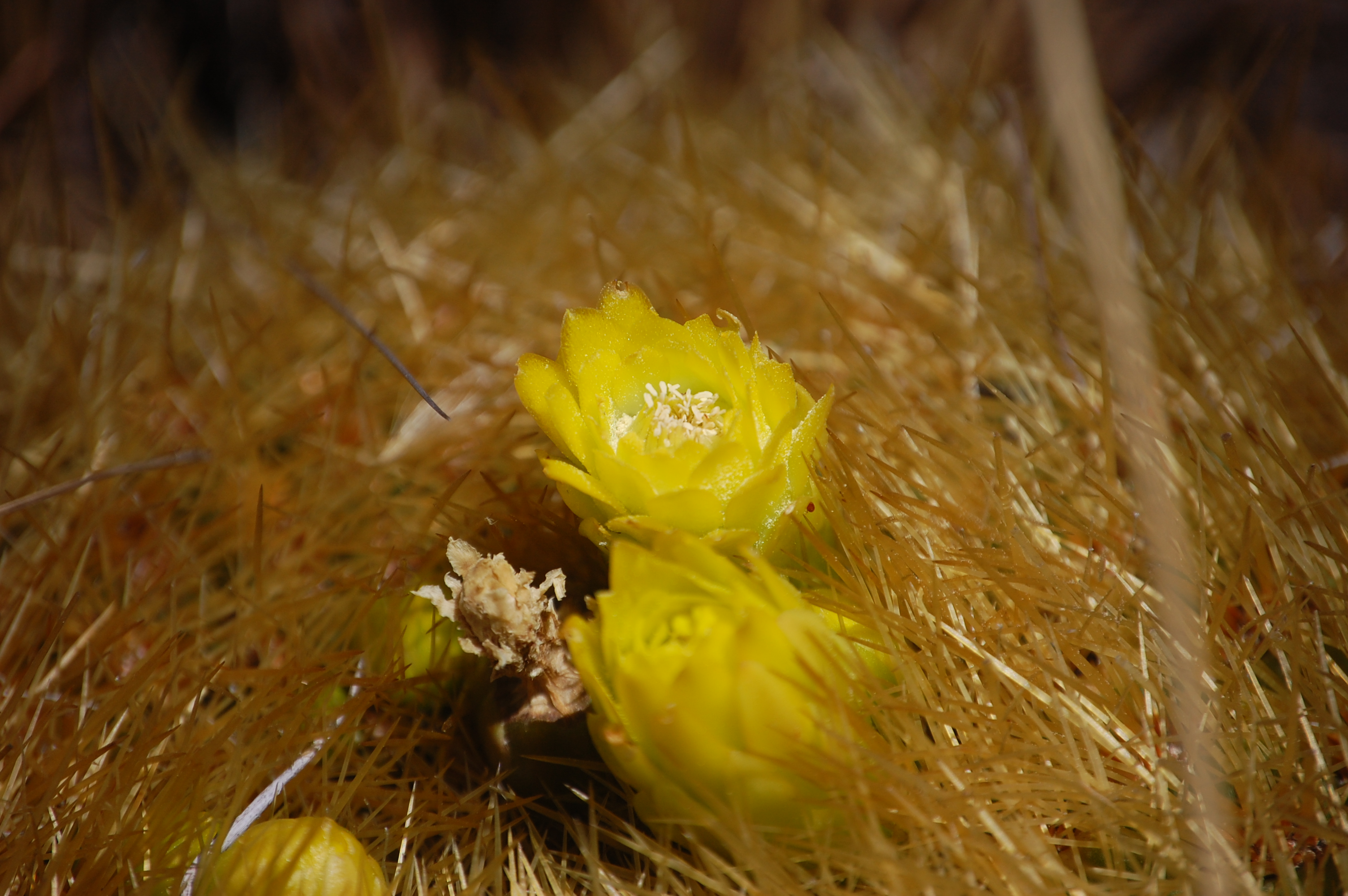
Flor

## Descripción
Oroya borchersii crece de forma individual o formando grupos con tallos que alcanzan un tamaño de 12 a 32 cm de altura y un diámetro de 15 a 22 cm . Tiene 12 a 30 costillas con las areolas marrones extendidas. Las espinas son de color amarillento a marrón rojizo, de 2 a 2,5 cm de largo y son difíciles de distinguir entre las espinas centrales y radiales. Tiene 1-3 espinas centrales y de 25 a 30 delgadas espinas radiales en forma de aguja a hirsutas,  dispuestas las espinas en forma de peine. Las flores son  amarillas a amarillo verdoso y de hasta 2 centímetros de largo y con un diámetro de 1,5 centímetros. Los frutos en forma de maza son de color amarillo-verdosos y de hasta 2,5 cm de largo.

## Taxonomía
Oroya borchersii fue descrita por  (Boed.) Backeb. y publicado en Sitzungsberichte der Heidelberger Akademie der Wissenschaften, Mathematische-Naturwissenschaftliche Klasse 487. 1958.
Etimología
Oroya: nombre genérico que se refiere a la ciudad de La Oroya, en Perú, que está cerca del lugar donde se descubrieron las primeras plantas.
Sinonimia
- Echinocactus borchersii Boed.
- Oroya borchersii var. fuscata Rauh & Backeb.[3]